# Faro de Niechorze
El faro de Niechorze (en polaco: Latarnia morska Niechorze) es un faro situado en un empinado acantilado en Niechorze, voivodato de Pomerania Occidental, en la costa polaca del mar Báltico.
El faro está localizado entre los faros de Kikut (aproximadamente 30 km al oeste), y el de Kołobrzeg (34 km al este).

## Historia
El faro en Niechorze está localizado al borde de un empinado acantilado, a una altitud de 20 metros. La base del faro es un edificio de forma cuadrada, de 13 metros de altura flanqueando al faro por ambos lados. El foco del faro se puede apreciar a 36 km de distancia debido a una potente bombilla de 1000 vatios reforzada con 20 cristales en forma de prisma. La construcción del faro la encargó el Ministerio Alemán de Navegación en 1863 y empezó operar el 1 de diciembre de 1866. A pesar de que el faro no padeció daños durante la Segunda Guerra Mundial, después de la liberación de Polonia se descubrieron 8 minas alemanas que pudieron ser deactivadas sin detonación. Después del fin de la Segunda Guerra Mundial se demoró mucho la puesta en funcionamiento del faro, y no sería hasta el 18 de diciembre de 1948 cuando el faro estuvo finalmente operacional, todo debido a la erosión sufrida por el acantilado junto al faro que amenazaba al edificio. Las autoridades aseguraron el acantilado con una armadura de roca compuesta por 500 m de hormigón pesado para asegurar al faro con una base estable. Actualmente el faro está abierto a visitas de turistas, de hecho, junto al faro se encuentra un parque en miniatura de todos los faros polacos, una atracción popular para familias y aficionados.

## Datos técnicos
- Características de la fuente de luz:[4]
  - Ligero: 0.45 s.
  - Oscuridad: 9.55 s.
  - Periodo: 10 s.

## Galería de imágenes

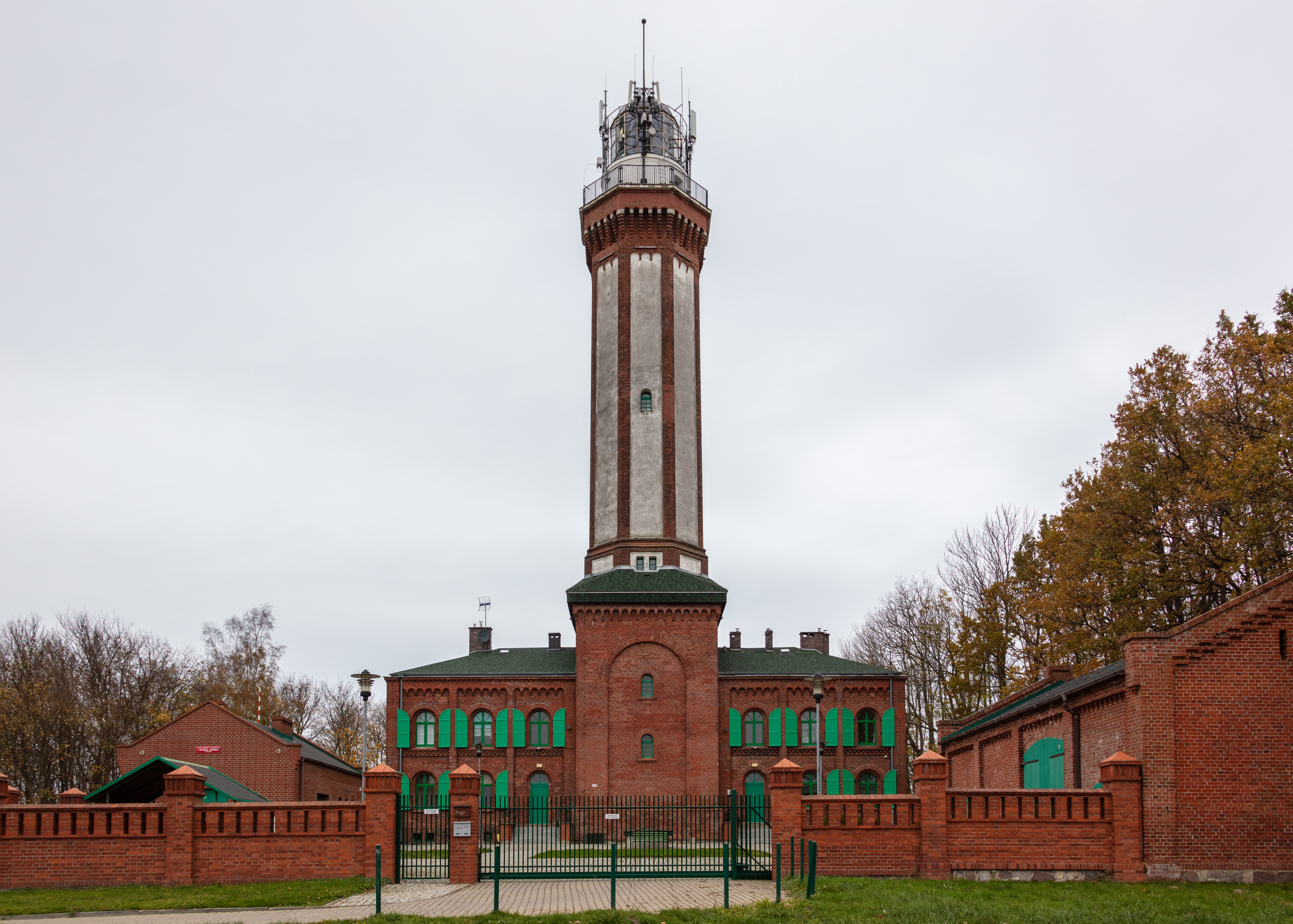
Vista opuesta al mar.
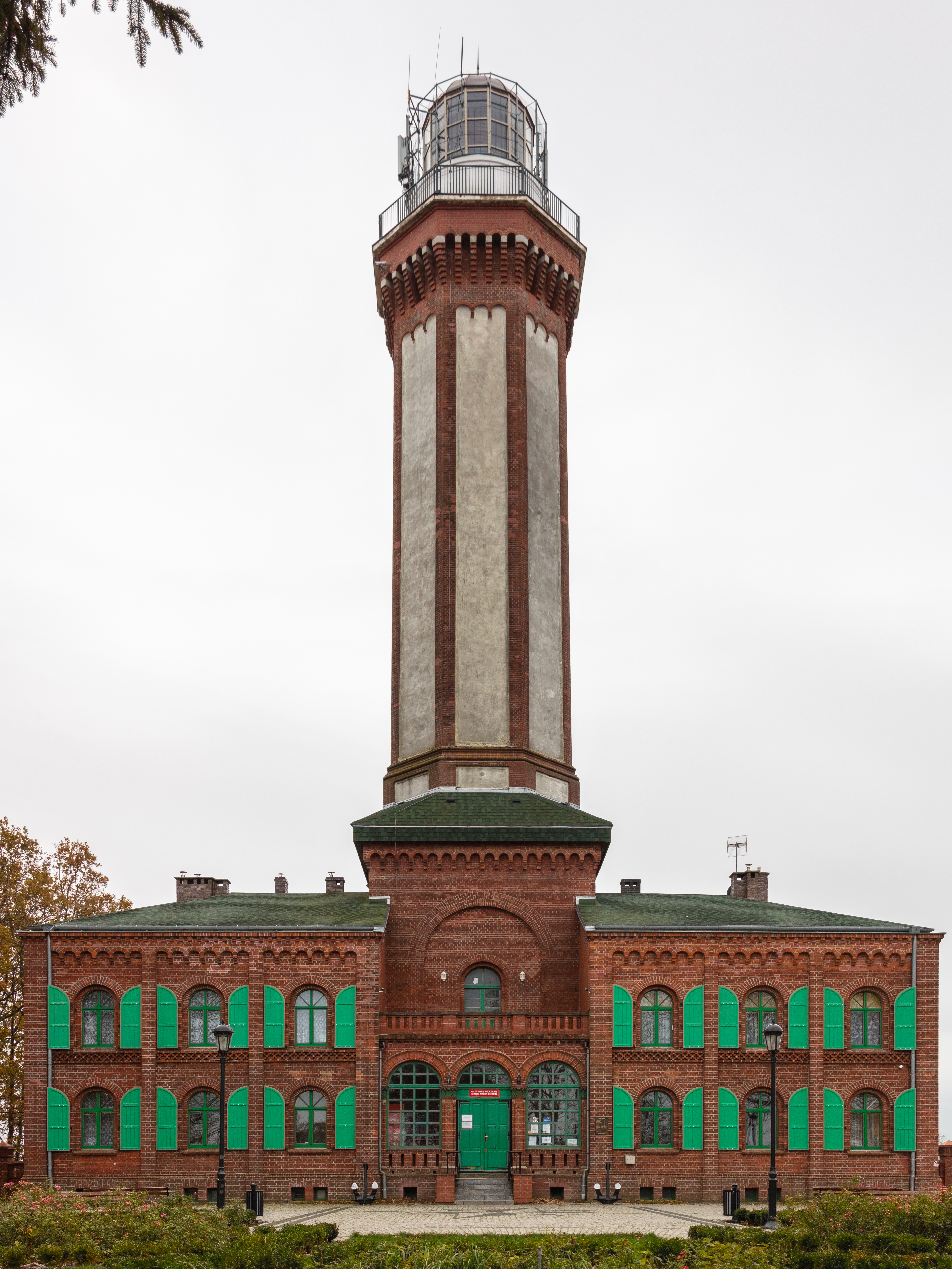
Vista hacia el mar.
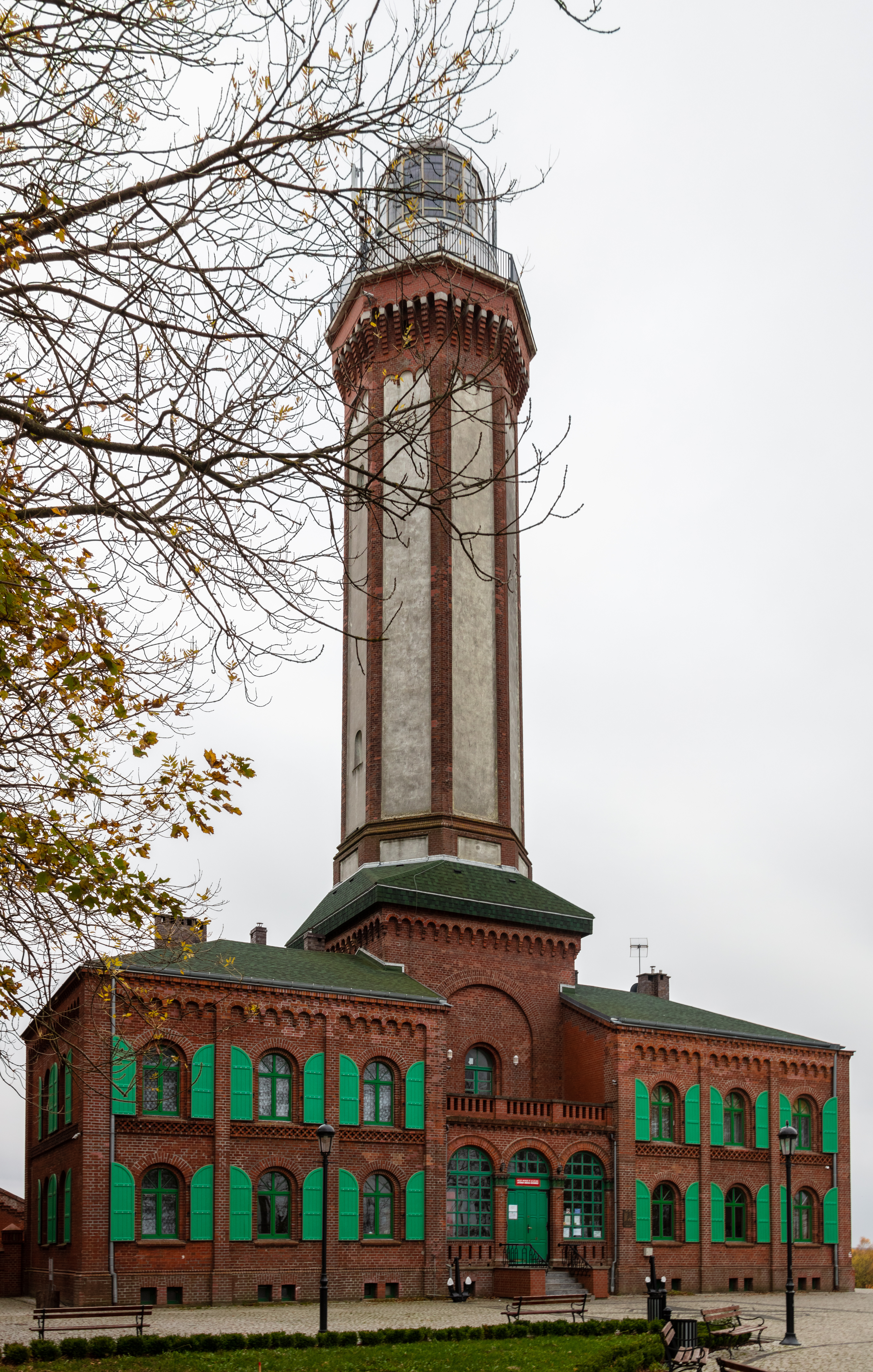
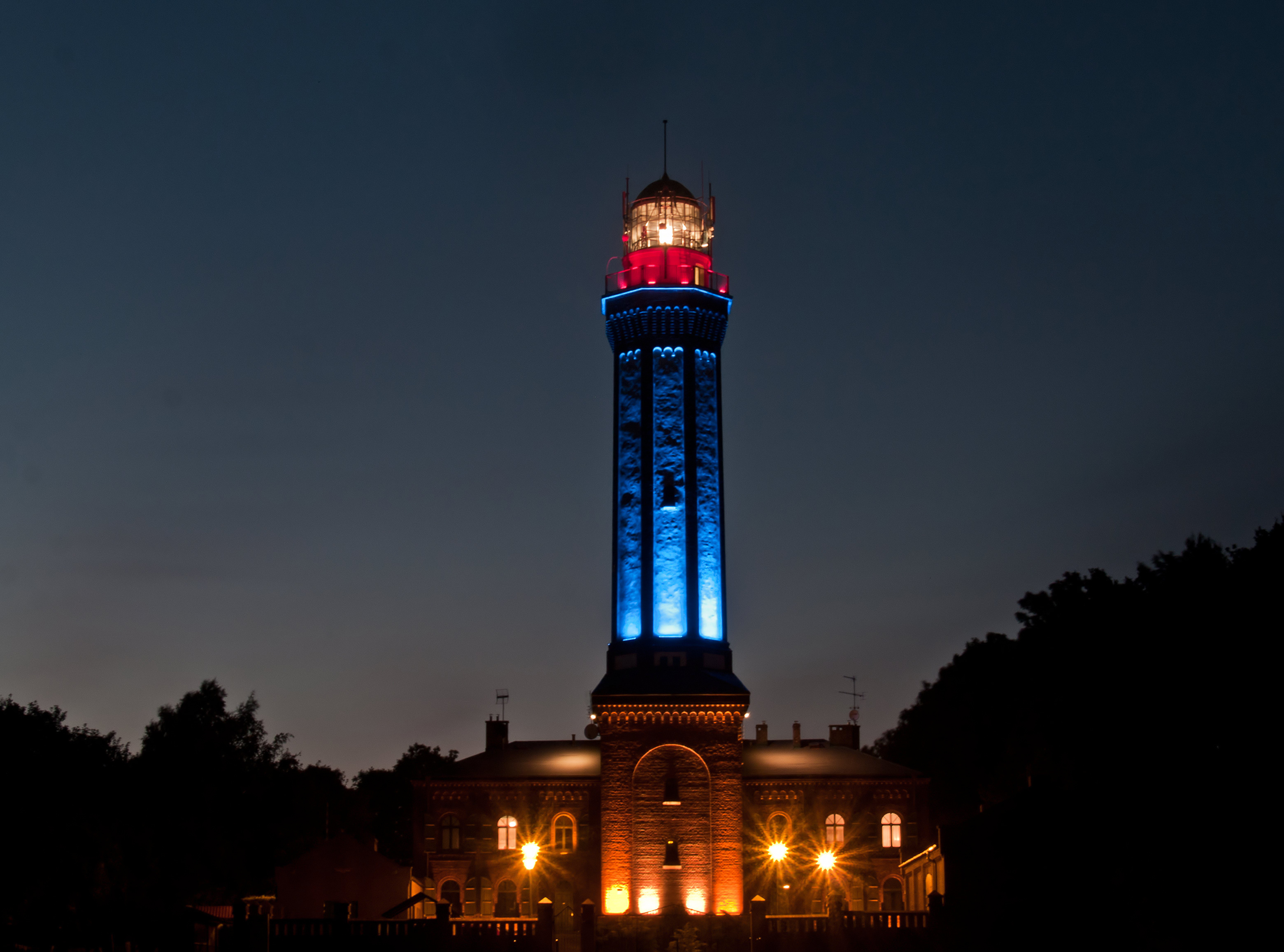
Vista nocturna.